# Mont Othrys
Le mont Othrys est une montagne dans le centre de la Grèce.
Située au sud de la plaine de Thessalie, au nord du golfe Maliaque et à l'est du golfe Pagasétique, la montagne s'étend sur 35 km d'est en ouest et sur 25 km du nord au sud ; elle atteint l'altitude de 1 726 m au Gerakovouni.

## Mythologie
Dans la mythologie grecque, le mont Othrys était la base, ou capitale première, des Titans et des Titanides durant la Titanomachie, alors que le mont Olympe est celle des dieux, durant la guerre qui les fait s'affronter.